# Christian Engstrand
Carl Christian Engstrand, född 8 november 1988 i Linköping, är en svensk före detta professionell ishockeymålvakt. Mellan 2004 och 2014 spelade Engstrand för moderklubben Linköping HC, för vilka han gjorde seniordebut i Elitserien 2009. Engstrands två första år som senior lånades han ut till IK Oskarshamn i Hockeyallsvenskan. Under tiden i Linköping lånades han dessutom också under kortare perioder till IF Troja-Ljungby och Almtuna IS, båda i Hockeyallsvenskan.
2014 lämnade Engstrand Linköping för spel med KHL Medveščak Zagreb i KHL. Kort innan seriestart lämnade han dock klubben och spelade under första delen av säsongen 2014/15 för AIK i Hockeyallsvenskan, innan han lämnade Sverige för spel med den ungerska klubben Fehérvár AV19 i den Österrikiska ishockeyligan. Den följande säsongen spelade han i Finland för Esbo Blues i Liiga, innan han säsongen 2016/17 var med och spelade upp Mora IK från Hockeyallsvenskan till SHL. Efter närmare tre säsonger med Mora IK lämnade han klubben 2019 och spelade de två efterföljande säsongerna i Hockeyallsvenskan för Kristianstads IK och HC Vita Hästen.
Säsongen 2021/22 representerade Engstrand både den slovakiska klubben HC Nové Zámky i Tipos Extraliga samt Graz 99ers i Österrike. Han tillbringade ytterligare en säsong med Graz 99ers innan han lämnade klubben för seriekonkurrenten EC KAC. Han lämnade dock laget i förtid 2023 och anslöt därefter till Kalmar HC. I februari 2025 anslöt han till Västerås IK och spelade fyra matcher för klubben. Senare samma år meddelades det att Engstrand avslutat sin spelarkarriär.
Som junior tog han JSM-guld med Linköping J20 säsongen 2005/06.

## Karriär

### 2004–2014: Linköping HC och IK Oskarshamn
Engstrand inledde sin ishockeykarriär med moderklubben Linköping HC. Säsongen 2004/05 spelade han främst för klubbens J18-lag, men spelade även två matcher för Linköping J20. Den följande säsongen var Engstrand förstemålvakt i J20-laget som han kom att vinna SM-guld med sedan laget besegrat Frölunda HC i finalserien med 1–2 i matcher. I toppdivisionen av J20 SuperElit hade Engstrand bäst genomsnitt insläppta mål per match (1.95). Efter ytterligare en säsong i J20, där han i den södra gruppen åter hade bäst genomsnitt insläppta mål per match (1.89), meddelades det den 19 april 2007 att Engstrand skrivit ett ettårsavtal med Linköpings seniorlag.
I slutet av juli 2007 tillkännagavs det att Engstrand skulle komma att bli utlånad till IK Oskarshamn i Hockeyallsvenskan. Den 21 oktober samma år gjorde han debut i ligan då han räddade 17 av 21 skott i en 6–1-förlust mot IF Sundsvall Hockey. I grundseriens näst sista omgång, den 3 mars 2008, höll Engstrand nollan för första gången i Hockeyallsvenskan. Han tog samtliga 22 skott i en 0–7-seger mot Hammarby Hockey. Under säsongens gång spelade han totalt 20 matcher för Oskarshamn. Den 26 februari 2008 meddelades det att Engstrand förlängt sitt avtal med Linköping med ytterligare två säsonger. Kort därefter, den 23 april, stod det klart att Engstrand på nytt lånats ut till Oskarshamn. Den följande säsongen var han förstemålvakt för klubben och spelade i totalt 32 grundseriematcher, där han höll nollan vid fyra tillfällen.

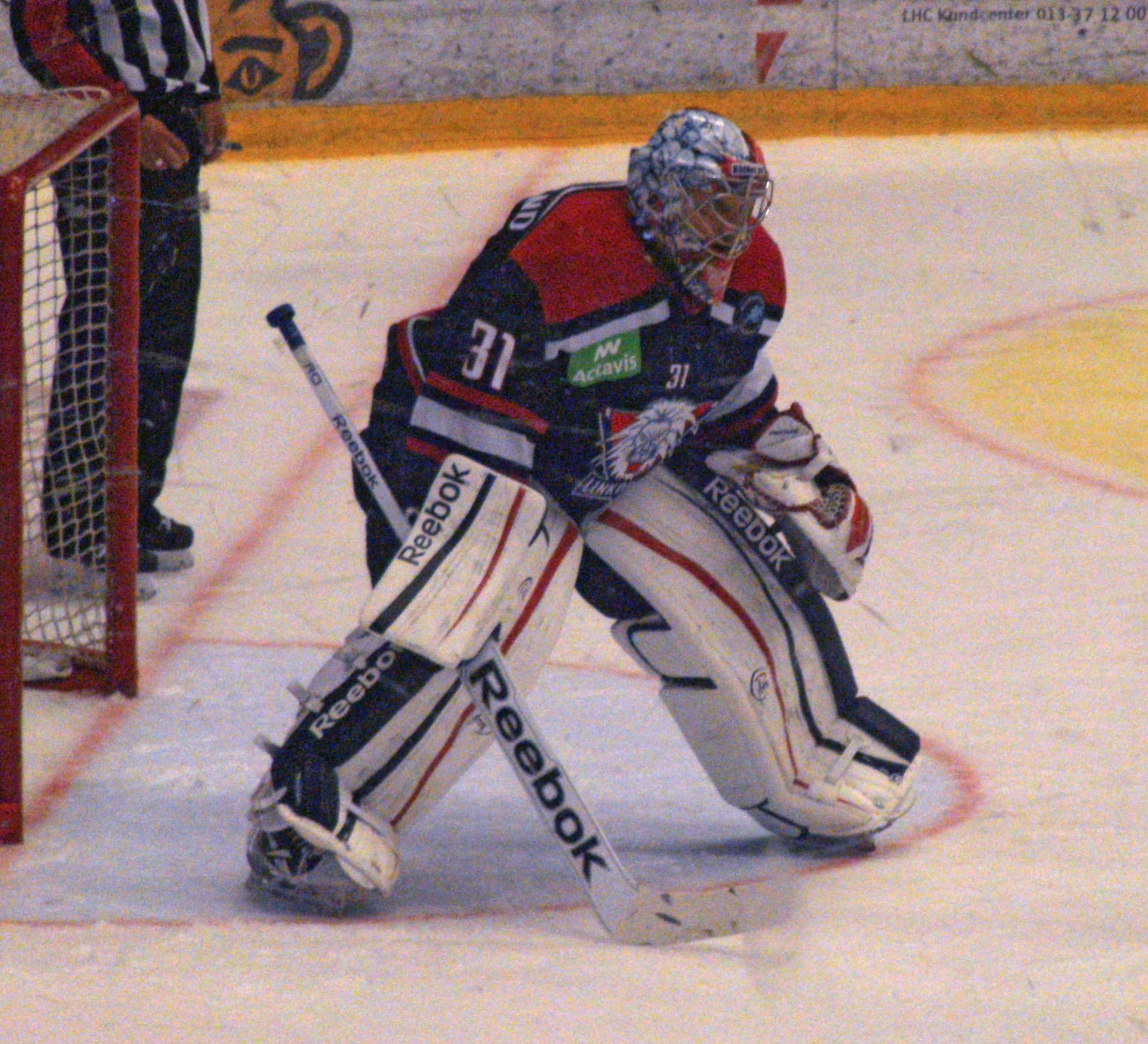
Engstrand med Linköping HC 2012.

Säsongen 2009/10 blev Engstrands första hela säsong med Linköping i SHL (dåvarande Elitserien). Den 17 oktober 2009 gjorde han SHL-debut och räddade 31 av 32 skott då Linköping besegrade Modo Hockey med 3–1. Denna säsong var han andremålvakt i klubben, bakom Fredrik Norrena, och spelade totalt 13 grundseriematcher. I grundserien slutade Linköping på tredje plats. Engstrand spelade därefter sitt första SM-slutspel, där han fick spela totalt fyra matcher. Laget slog ut Frölunda HC i kvartsfinalserien med 4–3 i matcher innan man slogs ut i semifinal av Djurgårdens IF med 1–4 i matcher.
Inför säsongen 2010/11 gjorde Engstrand två knäoperationer vilka höll honom borta från spel i inledningen av säsongen. I december 2010 meddelades det att Engstrand lånats ut till IF Troja-Ljungby i Hockeyallsvenskan, där han spelade totalt sex matcher för klubben. I sin säsongsdebut för Linköping, den 8 januari 2011, höll han nollan för första gången i SHL-sammanhang då AIK besegrades med 4–0. På sju matcher höll han nollan vid två tillfällen. Säsongen 2011/12 spelade Engstrand 13 grundseriematcher för Linköping. Laget misslyckades att ta sig till SM-slutspel för första gången på nio säsonger. I november 2011 blev Engstrand under en kort period utlånad till Almtuna IS i Hockeyallsvenskan för vilka han spelade tre matcher.
Den 22 april 2012 meddelades det att Engstrand förlängt sitt avtal med Linköping med ytterligare två säsonger. Den följande säsongen var Engstrand förstemålvakt i Linköping och gjorde en av sina främsta säsonger i SHL. Han spelade totalt 34 grundseriematcher och hade näst bäst räddningsprocent av målvakterna (93.57), endast slagen av Alexander Salák. Han höll nollan i sex matcher, vilket var en personbästanotering. Laget slutade på femte plats i tabellen och slog därefter ut HV71 i kvartsfinalserien med 4–1 i matcher. Efter att ha vunnit den första semifinalen mot Skellefteå AIK, förlorade Linköping sedan fyra matcher i följd.
Säsongen 2013/14 kom att bli Engstrands sista med Linköping. I grundserien spelade han 39 matcher, hans högsta notering dittills, och höll nollan vid ett tillfälle. Linköping slutade på nionde plats i grundserien och slog ut Modo Hockey och Frölunda HC i play in respektive kvartsfinal, innan man åter förlorade semifinalserien mot Skellefteå AIK med 4–1 i matcher. Då avtalet med Linköping löpte ut efter säsongen erbjöds Engstrand en förlängning med ett treårsavtal som han tackade nej till.

### 2014–2023: Spel utomlands och Mora IK
Den 19 augusti 2014 meddelades det att Engstrand skrivit ett ettårsavtal med den kroatiska KHL-klubben KHL Medveščak Zagreb. Engstrand spelade endast en träningsmatch för Zagreb innan det, den 29 augusti samma månad, bekräftades att klubben brutit kontraktet med honom. Kort därefter, den 19 september 2014, meddelades det att AIK i Hockeyallsvenskan skrivit ett korttidsavtal med Engstrand. Han spelade 15 matcher för klubben innan han den 11 december 2014 skrev ett avtal för återstoden av säsongen med den ungerska klubben Fehérvár AV19 i EBEL. Den 25 maj 2015 skrev Engstrand ett ettårskontrakt med den finska klubben Esbo Blues i Liiga. Han gjorde Liigadebut den 11 september samma år, i en match mot HIFK. Blues slutade på sista plats i grundserien och vid säsongens slut gick klubben i konkurs.
Den 31 oktober 2016 bekräftades det att Engstrand återvänt till Sverige då han skrivit ett avtal med Mora IK i Hockeyallsvenskan. Efter att klubben vunnit grundserien och besegrat BIK Karlskoga med 3–0 i matcher i den Hockeyallsvenska finalen, ställdes Mora mot Leksands IF i direktkval till SHL. Mora vann serien med 4–2 i matcher och Engstrand hade i kvalspelet en räddningsprocent på 94.1 på nio spelade matcher. Efter att Mora avancerat till SHL förlängde Engstrand sitt avtal med klubben med ytterligare två säsonger den 27 april 2017. Den följande säsongen spelade Engstrand i 41 av grundseriens 52 omgångar, flest av alla målvakter i serien. Mora IK slutade dock näst sista plats i grundserien, men tack vare en ny seger mot Leksands IF i direktkvalet till SHL (4–1 i matcher) säkrade klubben nytt SHL-avtal. Efter säsongens slut fick Engstrand pris som "årets spelare" av Elitdomarföreningen. Säsongen 2018/19 kom att bli Engstrands sista med Mora IK. Han missade en stor del av säsongen sedan han ådragit sig en hjärnskakning sedan han fått en puck i huvudet. Mora slutade näst sist i grundserien och för tredje säsongen i följd ställdes man mot Leksands IF i direktkvalet till SHL. Efter förlust i matchserien med 4–1 stod det klart att Mora degraderats till Hockeyallsvenskan.
Efter att ha gått klubblös under större delen av säsongen 2019/20 bekräftades det den 7 februari 2020 att Engstrand skrivit ett avtal med Kristianstads IK i Hockeyallsvenskan för återstoden av säsongen. Han hann spela åtta matcher för klubben innan säsongen avslutades i förtid på grund av Coronaviruspandemin 2019–2021. Den 6 december 2020 meddelades det att Engstrand skrivit ett avtal med HC Vita Hästen i Hockeyallsvenskan för resten av säsongen.
Den 6 juli 2021 bekräftades det att Engstrand skrivit ett ettårsavtal med den slovakiska klubben HC Nové Zámky i Extraliga. Han hann endast spela nio matcher för klubben innan det stod klart den 9 november samma år att klubben brutit avtalet med Engstrand. Drygt en månad senare, den 11 december, bekräftades det att Engstrand skrivit ett avtal med Graz 99ers i ICEHL. Engstrand spelade 21 grundseriematcher för klubben och var i grundserie den målvakt som hade bäst räddningsprocent (93.1) samt minst insläppta mål per match (1.85). Laget var det sista att ta sig till slutspel, där klubben föll i den första rundan mot Orli Znojmo med 2–0 i matcher. I april 2022 stod det klart att Engstrand förlängt sitt avtal med Graz 99ers med ytterligare en säsong. Han höll nollan vid tre tillfällen i grundserien och likt föregående säsong slogs laget ut i den första rundan av slutspelet.

### 2023–2025: Kalmar HC och Västerås IK
Engstrand gick kontraktslös i början av säsongen 2023/24. Den 30 september 2023 meddelades det att han skrivit ett korttidskontrakt med EC KAC i ICEHL. Avtalet förlängdes ytterligare i slutet av oktober och totalt spelade Engstrand åtta matcher för klubben där han höll nollan i en av dessa. Efter att ha lämnade Klagenfurt stod det klart den 23 november 2023 att Engstrand återvänt till Sverige då han skrivit ett avtal för återstoden av säsongen med Kalmar HC i Hockeyallsvenskan. Engstrand spelade 20 matcher för klubben i grundserien, där laget slutade på tionde plats. I det följande slutspelet slogs laget ut i åttondelsfinal av BIK Karlskoga med 2–1 i matcher.
I mitten av maj 2024 bekräftade Kalmar HC att Engstrand lämnat klubben. Han gick därefter kontraktslös fram till mitten av februari 2025 då han signerade ett avtal för återstoden av säsongen med Västerås IK i Hockeyallsvenskan. Han spelade fyra grundseriematcher för Västerås, som slutade på tionde plats i grundserien och tog den sista slutspelsplatsen. Man slogs därefter ut i två raka matcher av Mora IK, där Engstrand inte fick någon istid. Den 14 mars 2025 bekräftades det att Engstrand lämnat Västerås. I augusti samma år bekräftades det att Engstrand valt att avsluta sin spelarkarriär.

## Statistik
| 2007–08                  | IK Oskarshamn            | HA                       | 20  | 11 | 9  | 1 150 | 58  | 558   | 1  | 3.02 | 90.6 | —  | —  | —  | —     | —  | —   | — | —    | —    |
| 2008–09                  | IK Oskarshamn            | HA                       | 32  | 12 | 19 | 1 783 | 99  | 781   | 4  | 3.30 | 88.9 | —  | —  | —  | —     | —  | —   | — | —    | —    |
| 2009–10                  | Linköping HC             | Elitserien               | 13  | 7  | 3  | 704   | 30  | 331   | 0  | 2.56 | 91.7 | 4  | 1  | 2  | 203   | 9  | 94  | 0 | 2.66 | 91.3 |
| 2010–11                  | IF Troja-Ljungby         | HA                       | 6   | 3  | 3  | 358   | 24  | 192   | 0  | 4.03 | 88.9 | —  | —  | —  | —     | —  | —   | — | —    | —    |
| 2010–11                  | Linköping HC             | Elitserien               | 7   | 5  | 2  | 421   | 11  | 177   | 2  | 1.57 | 94.2 | 1  | 0  | 0  | 1     | 0  | 0   | 0 | 0.00 | 100  |
| 2011–12                  | Linköping HC             | Elitserien               | 13  | 5  | 8  | 639   | 27  | 273   | 1  | 2.44 | 91.3 | —  | —  | —  | —     | —  | —   | — | —    | —    |
| 2011–12                  | Almtuna IS               | HA                       | 3   | 1  | 2  | 181   | 7   | 86    | 0  | 2.31 | 92.5 | —  | —  | —  | —     | —  | —   | — | —    | —    |
| 2012–13                  | Linköping HC             | Elitserien               | 34  | 20 | 12 | 1 934 | 61  | 885   | 6  | 1.84 | 93.6 | 9  | 3  | 5  | 501   | 24 | 252 | 0 | 2.87 | 91.3 |
| 2013–14                  | Linköping HC             | SHL                      | 39  | 17 | 20 | 2 191 | 102 | 950   | 1  | 2.79 | 90.3 | 6  | 2  | 2  | 295   | 12 | 123 | 1 | 2.44 | 91.1 |
| 2014–15                  | AIK                      | HA                       | 15  | 7  | 6  | 872   | 39  | 347   | 0  | 2.68 | 89.9 | —  | —  | —  | —     | —  | —   | — | —    | —    |
| 2014–15                  | Fehérvár AV19            | EBEL                     | 21  | 12 | 9  | 1 217 | 45  | 510   | 2  | 2.22 | 91.9 | 5  | 2  | 2  | —     | —  | —   | 0 | 2.61 | 92.5 |
| 2015–16                  | Esbo Blues               | Liiga                    | 35  | 7  | 18 | 2 014 | 83  | 909   | 0  | 2.47 | 91.6 | —  | —  | —  | —     | —  | —   | — | —    | —    |
| 2016–17                  | Mora IK                  | HA                       | 28  | 18 | 10 | 1 693 | 60  | 711   | 3  | 2.13 | 92.2 | 9  | 8  | 1  | 530   | 15 | 240 | 1 | 1.70 | 94.1 |
| 2017–18                  | Mora IK                  | SHL                      | 41  | 16 | 25 | 2 401 | 107 | 1 121 | 2  | 2.67 | 91.3 | 5  | 4  | 1  | 298   | 8  | 132 | 1 | 1.61 | 94.3 |
| 2018–19                  | Mora IK                  | SHL                      | 17  | 6  | 10 | 957   | 57  | 443   | 0  | 3.57 | 88.6 | 3  | 1  | 2  | 181   | 7  | 93  | 0 | 2.31 | 93.0 |
| 2019–20                  | Kristianstad IK          | HA                       | 8   | 3  | 5  | 416   | 20  | 172   | 1  | 2.88 | 89.6 | —  | —  | —  | —     | —  | —   | — | —    | —    |
| 2020–21                  | HC Vita Hästen           | HA                       | 20  | 8  | 11 | 1 159 | 57  | 544   | 0  | 2.95 | 90.5 | —  | —  | —  | —     | —  | —   | — | —    | —    |
| 2021–22                  | HC Nové Zámky            | Extraliga                | 9   | —  | —  | 455   | 455 | 185   | 0  | 3.56 | 87.3 | —  | —  | —  | —     | —  | —   | — | —    | —    |
| 2021–22                  | Graz 99ers               | ICEHL                    | 21  | 13 | 8  | 1 262 | 39  | 526   | 1  | 1.85 | 93.1 | 2  | 0  | 2  | 157   | —  | —   | 0 | 3.05 | 88.9 |
| 2022–23                  | Graz 99ers               | ICEHL                    | 40  | 16 | 23 | 2 285 | 99  | 1 106 | 3  | 2.60 | 91.8 | 2  | 0  | 1  | 95    | —  | —   | 0 | 3.13 | 85.7 |
| 2023–24                  | EC KAC                   | ICEHL                    | 8   | 6  | 2  | 488   | 12  | 185   | 1  | 1.47 | 93.9 | —  | —  | —  | —     | —  | —   | — | —    | —    |
| 2023–24                  | Kalmar HC                | HA                       | 20  | 10 | 10 | 1 109 | 54  | 511   | 0  | 2.92 | 90.4 | 2  | 0  | 1  | 108   | 6  | 51  | 0 | 3.35 | 89.5 |
| 2024–25                  | Västerås IK              | HA                       | 4   | 1  | 2  | 217   | 14  | 106   | 0  | 3.88 | 88.3 | —  | —  | —  | —     | —  | —   | — | —    | —    |
| Elitserien/SHL totalt    | Elitserien/SHL totalt    | Elitserien/SHL totalt    | 164 | 76 | 80 | 9 247 | 395 | 4 180 | 12 | 2.56 | 91.3 | 28 | 11 | 12 | 1 000 | 45 | 469 | 2 | 2.70 | 91.2 |
| Hockeyallsvenskan totalt | Hockeyallsvenskan totalt | Hockeyallsvenskan totalt | 156 | 74 | 87 | 8 938 | 432 | 4 008 | 9  | 2.89 | 90.2 | 11 | 8  | 2  | 638   | 21 | 291 | 1 | 1.97 | 93.2 |